# Paratorchus helmsi
Paratorchus helmsi – rodzaj chrząszczy z rodziny kusakowatych i podrodziny Osoriinae.
Gatunek ten opisany został w 1900 roku przez Charlesa A.A. Fauvela jako Holotrochus helmsi. W 1982 roku przeniesiony został przez H. Pauline McColl do rodzaju Paratrochus, któremu w 1984 roku ta sama autorka zmieniła nazwę na Paratorchus, w związku z wcześniejszym użyciem poprzedniej nazwy dla rodzaju mięczaków.
Chrząszcz o walcowatym ciele długości od 3,6 do 5,5 mm, barwy od żółtawej do ciemnobrązowej (zwykle rudobrązowej) z jaśniejszymi czułkami i odnóżami. Wierzch ciała jest nieregularnie, grubo i głęboko punktowany oraz rzadko owłosiony. Owalne oczy złożone buduje 6–9 omatidiów. Przedplecze ma od 0,7 do 0,8 mm długości i bardzo delikatną, siatkowatą mikrorzeźbę. Pokrywy charakteryzują prawie proste kąty ramieniowe. Odwłok ma silnie wydłużony ku tyłowi dziewiąty tergit, wyposażony w dwa spiczaste wyrostki tylno-boczne i mały wyrostek środkowy. U samca narząd kopulacyjny ma smukły, spiczasty i mniej więcej tak długi jak część rurkowata wyrostek boczny. Samicę cechuje nieregularnie owalna, znacznie dłuższa niż szeroka spermateka z przewodem spiralnie skręconym na całej swojej długości.
Owad endemiczny dla Nowej Zelandii, znany z północno-zachodniej części Wyspy Południowej. Spotykany jest w ściółce, próchnicy i wśród mchów, na wysokości od 140 do 1300 m n.p.m. Prawdopodobnie rozmnaża się przez cały rok, gdyż jego larwy obserwowano w styczniu, marcu, kwietniu, lipcu i wrześniu.